# Кривавий постріл
Кривавий постріл (англ. Blood Shot) — американський бойовик 2013 року.

## Сюжет
Горезвісний терорист Боб планує напад на США і зберається підірвати потужний ядерний заряд в центрі Лос-Анджелеса. Щоб дати відсіч терористам, які хочуть влаштувати жахливу бійню, поліцейські об'єднаються з вампірами.

## У ролях
- Бред Дуріф — Боб
- Ленс Генріксен — Сем
- Крістофер Ламберт — президент
- Мартін Клебба — Маруд
- Ассаф Коен — Хмар
- Азіта Ганізада — Захра
- Джон Абіскарон — Фахрід
- Дек Андерсон — інформатор
- Ентоні Батарсе — екзекутор
- Салман Бохарі — терорист
- Трой Бренна — дух
- Джефф Чейз — дух
- Крісті Клейнос — Керрі